# NKAIN1
NKAIN1 (англ. Sodium/potassium transporting ATPase interacting 1) – білок, який кодується однойменним геном, розташованим у людей на 1-й хромосомі. Довжина поліпептидного ланцюга білка становить 207 амінокислот, а молекулярна маса — 23 552.
| 10         |  | 20         |  | 30         |  | 40         |  | 50         |
| ---------- |  | ---------- |  | ---------- |  | ---------- |  | ---------- |
| MGKCSGRCTL |  | VAFCCLQLVA |  | ALERQIFDFL |  | GYQWAPILAN |  | FLHIMAVILG |
| IFGTVQYRSR |  | YLILYAAWLV |  | LWVGWNAFII |  | CFYLEVGQLS |  | QDRDFIMTFN |
| TSLHRSWWME |  | NGPGCLVTPV |  | LNSRLALEDH |  | HVISVTGCLL |  | DYPYIEALSS |
| ALQIFLALFG |  | FVFACYVSKV |  | FLEEEDSFDF |  | IGGFDSYGYQ |  | APQKTSHLQL |
| QPLYTSG    |  |            |  |            |  |            |  |            |

A: Аланін

C: Цистеїн

D: Аспарагінова кислота

E: Глутамінова кислота

F: Фенілаланін

G: Гліцин

H: Гістидин

I: Ізолейцин

K: Лізин

L: Лейцин

M: Метіонін

N: Аспарагін

P: Пролін

Q: Глутамін

R: Аргінін

S: Серин

T: Треонін

V: Валін

W: Триптофан

Задіяний у такому біологічному процесі, як альтернативний сплайсинг. 
Локалізований у клітинній мембрані, мембрані.